# Longobardi
Longobardi é uma comuna italiana da região da Calábria, província de Cosenza, com cerca de 2.343 habitantes. Estende-se por uma área de 19 km², tendo uma densidade populacional de 123 hab/km². Faz fronteira com Belmonte Calabro, Fiumefreddo Bruzio, Mendicino.

## Demografia
| Variação demográfica do município entre 1861 e 2011                               |
|                                                                                   |
| Fonte: Istituto Nazionale di Statistica (ISTAT) - Elaboração gráfica da Wikipedia |

## Pessoas notáveis
- Nicola Saggio, 1650-1709, religioso e beato da Igreja Católica.